# Bout de Zan fait les commissions

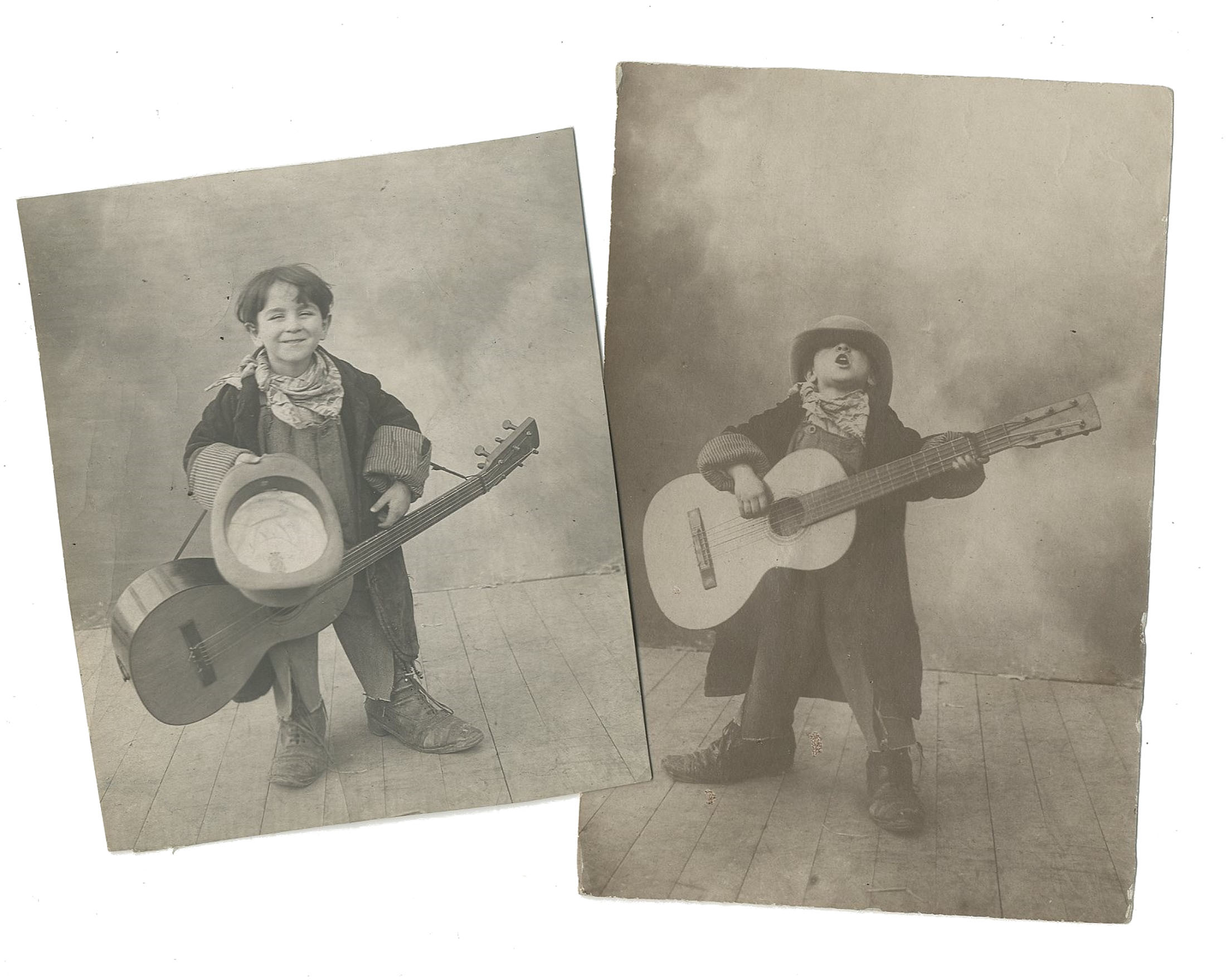
Bout de Zan jouant de la guitare

Bout de Zan fait les commissions est un film muet français réalisé par Louis Feuillade et sorti en 1913.

## Fiche technique
- Réalisation et scénario : Louis Feuillade
- Société de production : Société des Etablissements L. Gaumont
- Format : Muet - Noir et blanc - 35 mm - 1,33:1
- Genre : Comédie
- Date de sortie : France : juillet 1913

## Distribution
- René Poyen : Bout de Zan